# فريدريك كونينغ
فريدريك كونينغ (بالألمانية: Friedrich König)‏ هو رسام نمساوي، ولد في 20 ديسمبر 1857 في فيينا في النمسا، وتوفي بنفس المكان في 11 مارس 1941.